# Frédéric de Hesse-Darmstadt (1677-1708)
Frédéric de Hesse-Darmstadt (18 septembre 1677, Darmstadt – 13 octobre 1708, Chavusy) est un prince de Hesse-Darmstadt et un général russe.

## Biographie
Frédéric est le plus jeune fils du comte Louis VI de Hesse-Darmstadt (1630-1678) et Élisabeth de Saxe-Gotha (1640-1709). Il entre en service à Rome en 1697, comme ses trois frères plus âgés, George, Philippe et Henry, en signe de protestation contre sa mère, zélée protestante. Plus tard, il entre au service à la Russie sous Pierre Ier le Grand et est nommé Lieutenant-général de la cavalerie. Il participe, aux côtés de Pierre à la bataille de Lesnaya contre les Suédois, où il est mortellement blessé d'un coup de mousquet. Frédéric est porté à Chavusy afin de récupérer, mais il est décédé le 13 octobre 1708, quatre jours après Lesnaya. Il a beaucoup contribué à la victoire dans cette bataille et permis l'achèvement de l'église Catholique au cours de son enterrement, par le Tsar Pierre Ier.